# Oligoxystre argentinense
Oligoxystre argentinense é uma espécie de aranha pertencente à família Theraphosidae (tarântulas).